# Floresbeben von 1992
Das Floresbeben von 1992 war ein Erdbeben nahe der indonesischen Insel Flores am 12. Dezember 1992. Etwa 1500 der über 2000 Todesopfer des Erdbebens sind dem daraus folgenden Tsunami zuzurechnen. Auf Flores kam es auch zu Erdrutschen und Erdspalten öffneten sich.

## Geschehen
Das Beben hatte eine Stärke von 7,8 und ereignete sich um 13:29 Uhr Ortszeit knapp vor der Nordküste von Flores. Die Zahl der Todesopfer und Vermissten nach dem Beben wird auf insgesamt 2500 geschätzt. 500 Personen wurden schwer verletzt, etwa 90.000 wurden obdachlos. Insgesamt wurden 28.118 Wohnhäuser, 785 Schulen, 307 Moscheen und 493 Läden und Bürogebäude zerstört.
Auf Flores drang die Flutwelle bis zu 300 m in das Landesinnere vor. Hier erreichte der Tsunami eine Höhe von 25 m. Sein Maximum hatte er in Riangkroko, im Nordosten von Flores, mit 26,2 m. 163 Menschen kamen in dem kleinen Dorf ums Leben. In der Stadt Maumere, in der 90 % der Gebäude zerstört wurden, waren 1490 Tote zu beklagen. Etwa die Hälfte davon starben durch den Tsunami.
Auf der Insel Babi kamen etwa 700 Personen durch den Tsunami ums Leben. Da alle Häuser auf der Insel zerstört wurden, musste die gesamte Bevölkerung durch die indonesische Marine auf die Nachbarinseln evakuiert werden.
Selbst auf der zu den Salajarinseln gehörenden Insel Kalaotoa, weit im Norden, starben noch 19 Menschen und 130 Häuser wurden zerstört. Auch auf Sumba und Alor gab es Schäden. Die Schockwellen waren auch in Ujung Pandang auf Sulawesi und in Kupang auf Timor zu spüren.
Auf der Insel Sukun schwappte der Tsunami über die Hügel in den Samparongsee, im Osten der Insel, und ließ dessen Pegel um 20 m ansteigen.